# Horacio Cervantes
Horacio Javier Cervantes Chávez (Ciudad de México, 17 de octubre de 1981) es un exfutbolista Mexicano. Jugaba como defensa central, o volante de contención, es hijo del exjugador de Pumas Ernesto "Chiquilín" Cervantes, y hermano del también futbolista Diego Cervantes.

## Trayectoria
Jugador de gran estatura y fuerza física (1.92m), estigmatizado como "rudo" a causa de múltiples expulsiones durante su carrera (16 en Primera División). Tiene buena técnica para salir con el balón controlado, aunque sus mayores virtudes son el juego aéreo y un buen disparo de media distancia.
Debutó en primera división el 21 de enero de 2001 en el duelo entre Pumas de la UNAM y Monarcas Morelia en la Fecha 3 del Torneo de Verano 2001, bajo las órdenes de Miguel Mejía Barón, siendo sustituido al minuto 70 por el veterano Marcelino Bernal. Para el Verano 2002 fue transferido al equipo michoacano, para volver a la UNAM al año siguiente. Del Clausura 2004 al Apertura 2006 defendió los colores del Atlante, club donde mostró mayor protagonismo y se afianzó como titular, jugando como marcador central o medio de contención. Anotó 7 goles con la camiseta de los Potros de Hierro, siendo uno de los más recordados el del triunfo ante América, por la fecha 16 del Apertura 2006, al batir desde la media distancia al arquero Armando Navarrete para vencer 1-0 a las "Águilas" en la cancha del Estadio Azteca, en pleno festejo de los 90 años del club azulgrana.
Fue transferido a Necaxa previo a la mudanza de los Potros a Cancún en 2007, para ser fichado de nueva cuenta por Monarcas, donde se mantuvo de 2007 a 2009 con aceptable participación. En el Apertura 2009 pasó a las filas del Deportivo Cruz Azul, consiguiendo en el Apertura 2010 su mejor cuota goleadora con 4 tantos. En el Apertura 2011 fue vendido a Pachuca, antes de volver a Necaxa en 2012, esta vez en la Liga de Ascenso.
Tanto Horacio como su hermano Diego han jugado para Atlante y Necaxa, pero sin coincidir en el plantel, para el 2014, Horacio Cervantes regresa al Cruz Azul (Dueño de su carta) por petición del nuevo técnico, Luis Fernando Tena. Llega cedido por 1 año con el equipo de Chiapas Fútbol Club. Después de pasar por el club Chiapas Fútbol Club llega cedido para el equipo de Tiburones Rojos de Veracruz, allí se retiró. 

### Clubes
| Club                | País                | Año         | Partidos | Goles | Media |
| ------------------- | ------------------- | ----------- | -------- | ----- | ----- |
| Pumas U.N.A.M.      | México              | 2000 - 2001 | 5        | 0     | 0     |
| Monarcas Morelia    | México              | 2001 - 2002 | 4        | 0     | 0     |
| Pumas U.N.A.M.      | México              | 2002 - 2003 | 10       | 0     | 0     |
| Atlante F.C.        | México              | 2004 - 2006 | 95       | 8     | 0.08  |
| C. Necaxa           | México              | 2007        | 27       | 2     | 0.07  |
| Monarcas Morelia    | México              | 2007 - 2009 | 59       | 4     | 0.07  |
| Cruz Azul F.C.      | México              | 2009 - 2011 | 70       | 6     | 0.09  |
| Pachuca C.F.        | México              | 2011 - 2012 | 6        | 0     | 0     |
| C. Necaxa           | México              | 2012 - 2013 | 47       | 2     | 0.04  |
| Cruz Azul F.C.      | México              | 2014        | 4        | 0     | 0     |
| Chiapas F.C.        | México              | 2014 - 2015 | 30       | 3     | 0.1   |
| Veracruz            | México              | 2015 - 2017 | 32       | 2     | 0.06  |
| Total en su carrera | Total en su carrera | 2001 - 2017 | 388      | 27    | 0.07  |

#### Estadísticas
La siguiente tabla detalla los encuentros disputados y los goles marcados en los clubes en los que ha militado.
| Pumas U.N.A.M. · México | 1.ª                 |                     |     |    |    |   |    |   |     |    |
| Pumas U.N.A.M. · México | 1.ª                 | 2000/01             | 5   | 0  | -  | - | -  | - | 5   | 0  |
| Pumas U.N.A.M. · México | 1.ª                 | 2002/03             | 4   | 0  | 2  | 0 | 3  | 0 | 9   | 0  |
| Pumas U.N.A.M. · México | 1.ª                 | 2003                | 1   | 0  | -  | - | -  | - | 1   | 0  |
| Pumas U.N.A.M. · México | 1.ª                 | Total               | 10  | 0  | 2  | 0 | 3  | 0 | 15  | 0  |
| Monarcas Morelia · México | 1.ª                 | 2001/02             | 3   | 0  | 0  | 0 | 1  | 0 | 4   | 0  |
| Monarcas Morelia · México | 1.ª                 | 2007/08             | 22  | 3  | 3  | 0 | 3  | 0 | 28  | 3  |
| Monarcas Morelia · México | 1.ª                 | 2008/09             | 28  | 1  | 3  | 0 | -  | - | 31  | 1  |
| Monarcas Morelia · México | 1.ª                 | Total               | 53  | 4  | 6  | 0 | 4  | 0 | 63  | 4  |
| Atlante F.C. · México | 1.ª                 | 2004                | 17  | 0  | 2  | 0 | -  | - | 19  | 0  |
| Atlante F.C. · México | 1.ª                 | 2004/05             | 28  | 1  | 3  | 1 | -  | - | 31  | 2  |
| Atlante F.C. · México | 1.ª                 | 2005/06             | 31  | 5  | -  | - | -  | - | 31  | 5  |
| Atlante F.C. · México | 1.ª                 | 2006                | 14  | 1  | -  | - | -  | - | 14  | 1  |
| Atlante F.C. · México | 1.ª                 | Total               | 90  | 7  | 5  | 1 | -  | - | 95  | 8  |
| C. Necaxa · México | 1.ª                 | 2007                | 16  | 2  | 4  | 0 | 7  | 0 | 27  | 2  |
| C. Necaxa · México | 2.ª                 | 2012/13             | 26  | 1  | 7  | 1 | -  | - | 33  | 2  |
| C. Necaxa · México | 2.ª                 | 2013                | 13  | 0  | 0  | 0 | -  | - | 14  | 0  |
| C. Necaxa · México | 2.ª                 | Total               | 55  | 3  | 11 | 1 | 7  | 0 | 73  | 4  |
| Cruz Azul F.C. · México | 1.ª                 | 2009/10             | 12  | 0  | -  | - | 8  | 1 | 20  | 1  |
| Cruz Azul F.C. · México | 1.ª                 | 2010/11             | 31  | 5  | -  | - | 9  | 0 | 40  | 5  |
| Cruz Azul F.C. · México | 1.ª                 | 2014                | 4   | 0  | -  | - | 0  | 0 | 4   | 0  |
| Cruz Azul F.C. · México | 1.ª                 | Total               | 57  | 5  | -  | - | 17 | 1 | 74  | 6  |
| Pachuca C.F. · México | 1.ª                 | 2011/12             | 6   | 0  | -  | - | -  | - | 6   | 0  |
| Pachuca C.F. · México | 1.ª                 | Total               | 6   | 0  | -  | - | -  | - | 6   | 0  |
| Chiapas F.C. · México | 1.ª                 | 2014/15             | 24  | 2  | 6  | 1 | -  | - | 30  | 3  |
| Chiapas F.C. · México | 1.ª                 | Total               | 24  | 2  | 6  | 1 | -  | - | 30  | 3  |
| Veracruz · México | 1.ª                 | 2015/16             | 21  | 2  | 6  | 0 | -  | - | 27  | 2  |
| Veracruz · México | 1.ª                 | 2016/17             | 3   | 0  | 2  | 0 | -  | - | 5   | 0  |
| Veracruz · México | 1.ª                 | Total               | 24  | 2  | 8  | 0 | -  | - | 32  | 2  |
| Total en su carrera | Total en su carrera | Total en su carrera | 319 | 23 | 38 | 3 | 31 | 1 | 388 | 27 |
| (1)Incluye datos de la Copa México, Pre-Pre Libertadores (2002 y 2003) y la InterLiga (2004, 2005 y 2007). (2)Incluye datos de la Copa Pre Libertadores (2000 y 2003), Copa Libertadores (2002, 2003 y 2007), SuperLiga Norteamericana (2007) y Liga de Campeones de la Concacaf (2009-10 y 2010-11). |                     |                     |     |    |    |   |    |   |     |    |